# Angélica Malinverno
Angélica Malinverno est une joueuse brésilienne de volley-ball née le 5 juillet 1989 à Caxias do Sul (Rio Grande do Sul). Elle mesure 1,89 m et joue au poste de centrale.

## Clubs
| Club                          | De        | À         |
| ----------------------------- | --------- | --------- |
| Universidade de Caxias do Sul | 2001-2002 | 2003-2004 |
| Osasco Voleibol Clube         | 2005-2006 | 2007-2008 |
| Praia Clube                   | 2008-2009 | 2011-2012 |
| Campinas Voleibol Clube       | 2012-2013 | 2013-2014 |
| Brasília Vôlei                | 2014-2015 | 2014-2015 |
| Sesi-SP                       | 2015-2016 | 2015-2016 |
| Vôlei Bauru                   | 2016-2017 | 2017-2018 |
| Brasília Vôlei                | 2018-2019 | 2018-2019 |
| Praia Clube                   | 2019-2020 | …         |

## Palmarès

### Équipe nationale
- Jeux Panaméricains
  - Finaliste : 2015.
- Championnat d'Amérique du Sud  des moins de 20 ans
  - Vainqueur : 2006.

### Clubs
- Championnat sud-américain des clubs
  - Finaliste : 2020.
- Coupe du Brésil
  - Finaliste : 2020.
- Supercoupe du Brésil
  - Vainqueur : 2019.